# Jan Zimmermann (Fußballspieler)
Jan „Zimbo“ Zimmermann (* 19. April 1985 in Offenbach am Main) ist ein ehemaliger deutscher Fußballtorwart und heutiger Torwarttrainer. Er ist Torwarttrainer beim Bundesligisten Eintracht Frankfurt, für den er zuvor selbst jahrelang gespielt hatte.

## Spielerkarriere
Zimmermann wechselte 1994 von den Kickers Obertshausen zu Eintracht Frankfurt. Nachdem er dort lange Jahre zunächst in den Jugendmannschaften und anschließend in der U23-Mannschaft in der Regionalliga Süd gespielt hatte, erhielt Zimmermann zu Beginn der Spielzeit 2005/06 einen Profivertrag.
Zimmermann bestritt in seiner Karriere fünf Bundesligaspiele: In der Spielzeit 2005/06 stand er gegen den VfL Wolfsburg und den FC Schalke 04 sowie in der Saison 2006/07 und 2008/09 gegen Hertha BSC über die vollen 90 Minuten im Tor. In der Spielzeit 2009/10 wurde Zimmermann in der Halbzeit des Spiels beim FC Schalke 04 eingewechselt. Die Eintracht verlor alle dieser fünf Spiele. Die Einsätze „verdankte“ er jeweils den verletzungsbedingten Ausfällen von Markus Pröll und Oka Nikolov. Im Januar 2010 absolvierte Zimmermann ein Probetraining beim bulgarischen Erstligisten FC Tschernomorez Burgas. Sein zum Saisonende 2009/10 auslaufender Vertrag wurde von der Eintracht nicht verlängert und er wurde am 1. Mai 2010 vor dem Heimspiel gegen die TSG 1899 Hoffenheim offiziell verabschiedet.
In der Winterpause der Saison 2010/11 fand Zimmermann mit dem SV Darmstadt 98 in der Regionalliga Süd einen neuen Verein. Mit starken Leistungen wurde der neu verpflichtete Torhüter zur festen Größe bei den Lilien und zu einem der Garanten des Darmstädter Aufstiegs in die 3. Liga. In der Drittligasaison 2011/12 wurde er nicht nur Kapitän der Mannschaft, sondern stand auch jede Minute in den Pflichtspielen auf dem Platz. Trotz des sportlichen Abstiegs in der Spielzeit 2012/13 hielt Zimmermann aufgrund des Lizenzentzugs von Kickers Offenbach mit Darmstadt die Klasse. In der folgenden Saison qualifizierte er sich mit dem SV Darmstadt über den dritten Platz für die Relegationsspiele gegen Arminia Bielefeld und stieg am 19. Mai 2014 mit seiner Mannschaft in die 2. Bundesliga auf. Da sein Vertrag im Sommer 2014 endete, wechselte Zimmermann zur Saison 2014/15 zum Mitaufsteiger 1. FC Heidenheim, bei dem er anschließend zwei Spielzeiten lang Stammtorhüter war. Zur Spielzeit 2016/17 wechselte Zimmermann zum Zweitligakonkurrenten TSV 1860 München, bei dem er einen Vertrag bis Juni 2019 erhielt. Aufgrund des Abstiegs der Löwen und des anschließenden Nichterhalts der Lizenz für die 3. Liga verlor der Vertrag zu Saisonende seine Gültigkeit.
Zur Spielzeit 2017/18 kehrte Zimmermann ablösefrei zu Eintracht Frankfurt zurück und ersetzte dort Heinz Lindner als zweiten Torwart hinter Lukáš Hrádecký. Im Mai 2018 gewann Zimmermann mit der Eintracht nach einem 3:1-Finalsieg gegen den FC Bayern München den DFB-Pokal. Sein letzter Spielervertrag in Frankfurt lief bis 2021, mit der Aufnahme seiner Tätigkeit als Torwarttrainer schied er Anfang 2020 jedoch aus dem Kader aus und beendete seine aktive Karriere.

## Trainerkarriere
Ende Januar 2020 übernahm Zimmermann zunächst parallel zu seiner Tätigkeit als aktiver Spieler die Position des Torwarttrainers der Eintracht von Manfred Petz. Sein Vertrag in Frankfurt lief zunächst bis 2024 und wurde dann im November 2023 langfristig angelegt.

## Erfolge
Eintracht Frankfurt
- DFB-Pokal-Sieger: 2018 (ohne Einsatz)

SV Darmstadt 98
- Aufstieg in die 3. Liga: 2011
- Aufstieg in die 2. Bundesliga: 2014

## Persönliches
Ende November 2014 wurde Zimmermann im Klinikum Günzburg ein gutartiger Tumor am Kopf entfernt. Dieser war bei einer MRT-Untersuchung nach einem Tritt von Ante Budimir im Spiel gegen den FC St. Pauli entdeckt worden.